# Роуз Мари
Роуз Мари (англ. Rose Marie, 15 августа 1923 — 28 декабря 2017) — американская актриса и певица, трижды за свою карьеру номинировавшаяся на премию «Эмми».

## Биография
Роуз Мари Мазетта родилась в Нью-Йорке в семье  итало-американского актёра водевиделей Фрэнка Мазетты, известного под псевдонимом Фрэнк Карли, и его супруги, польки Стеллы Глужчак.  Она начала свою карьеру в трёхлетнем возрасте под псевдонимом Малышка Роуз Мари (англ. Baby Rose Marie). Пик её славы в качестве певицы пришёлся на период 1929—1934 годов, когда она регулярно выступала в водевилях, вела собственное шоу на радио и появилась во многих кинофильмах студии Paramount. Вплоть до конца тридцатых она успешно выступала и записала к тому моменту семнадцать альбомов, но в начале сороковых, когда Роуз Мари перестала быть ребёнком, её карьера завершилась, и она обучалась актёрской профессии.
В начале пятидесятых Роуз Мари начала карьеру актрисы и в 1954 году сыграла главную роль в музыкальном кинофильме Top Banana, после чего также начала появляться на телевидении в таких сериалах, как «Дымок из ствола». В 1960—1961 годах она снялась с Элейн Стритч в ситкоме «Моя сестра Эйлин», после чего на протяжении пяти сезонов снималась в «Шоу Дика Вана Дайка» (1961—1966), за участие в котором трижды номинировалась на премию «Эмми». Также она снималась в ситкоме «Шоу Дорис Дэй» с 1969 по 1971 год, а в последующие десятилетия работала менее регулярно и была заметна в основном в сериалах «Лодка любви», «Кегни и Лейси», «Ремингтон Стил» и «Мерфи Браун».
Начиная с семидесятых Роуз Мари много выступала на театральной сцене, а также появлялась на экране с камео-ролями в фильмах «Колдовская доска», «Психоз» и «Ну очень страшное кино». В 2001 году она получила собственную звезду на Голливудской «Аллее славы».
Умерла 28 декабря 2017 года в своем доме в Ван-Найсе, штат Калифорния, от естественных причин в возрасте 94 лет.